# Joan B. Coromina
Joan Baptista Coromina (1890-1919) va ser un escultor, artista i pintor que va néixer a la Bisbal d'Empordà, i va ser el director de l'Escola Menor d'Arts i Indústries de Palafrugell.
Amic de Josep Pla, l'escriptor el descriu com “el primer artista que va conèixer” a Retrats de Passaport i apareix sovint a El quadern gris. Pla el defineix com un “conservador agradable” i parla de l'etapa de Coromina com a director com un “personatge personal i melòdic que no havia estat mai conforme amb res que se li hagués presentat al davant. Era un discrepant, un lluitador, un aferrissat contraopinant (...) que havia reaccionat contra un tipicisme, un empordaneisme i un senyoritisme agraris i oficials”.
La Fundació Rafael Masó li dedica una exposició l'any 2020 titulada “Joan B. Coromina. El primer artista que vaig conèixer” i presenta una selecció de la col·lecció de més de 270 esbossos, croquis i apunts seus que va adquirir entre el 2015 i el 2017. L'exposició està dedicada a l'amistat dels dos personatges gironins amb Rafael Masó. Les pintures i dibuixos de Coromina i Pla ofereixen una mirada privilegiada a persones i paisatges de l'Empordà i Girona de principis del segle xx. Tal com s'explica en el catàleg de l'exposició, l'obra de Coromina es pot dividir en tres etapes principals. La primera es conserva sobretot a través de dibuixos de joventut (1905-1909), que recull les obres fetes durant la seva infància i adolescència, a partir de l'escola d'art que tenia el seu pare a la Bisbal d'Empordà.
En els dibuixos de Coromina s'hi reflecteixen tècniques plenairistes del segle xix, com la importància de petits esbossos i fragments que partien d'un motiu que servia com a organitzador de l'escena a partir del qual es construïen la resta d'elements i s'organitzaven les llums i ombres. Molts dels dibuixos són estudis previs per a pintures. Durant aquests anys del seu aprenentatge acadèmic, pinta paisatges sobretot de l'Empordanet, amb detalls arquitectònics i arbredes de Vulpellac, Peratallada o Torroella de Montgrí, de manera similar a com Pla ho faria una dècada més tard. 
La segona etapa més decorativa està relacionada amb els projectes de Rafael Masó i Valentí i, finalment, els anys de l'estada de Coromina a Palafrugell (1913-1919), amb un traç més personal i original en sintonia amb les tendències noucentistes. Coromina va publicar textos al setmanari regionalista Baix Empordà i va dirigir Escola Menor d'Arts i Indústries de Palafrugell.
Joan Coromina és especialment conegut per col·laborar en moltes projectes de l'arquitecte Rafael Masó i Valentí per a qui va fer molts treballs com a ceramista, escultor i pintor. La relació comença el 1908 quan Masó visita l'escola d'art de Joan Coromina i el taller de ceràmica decorativa dels seus fills i que és el punt de partida d'una llarga amistat personal i professional. El primer encàrrec són peces per a decorar la Farmàcia de Joan Masó, germà menor de l'arquitecte, i els encàrrecs van fer que sorgís la necessitat d'associar-se per crear una empresa que fes front als “reptes de les propostes decoratives de Masó l'obligaven a fer constants provatures i innovacions tècniques”. A partir d'aquí Coromina comença a introduir-se en el petit focus noucentista de Girona, i funda amb el seu germà Alfons de la fàbrica de ceràmica La Gabarra de la Bisbal. El nom original fou La Gabarra Faiances Emporitanes, i abarcava tant els processos artesanals com més tard la producció industrial per a encàrrecs arquitectònics com la Casa Batlle, la Farinera Teixidor o els encàrrecs a Masó de la família Cendra. La producció es va iniciar el març de 1911.

Rafael Masó explicava, en una carta a Esperança Bru:
| «                                | “La fàbrica la posarem amb els Bons Corominas. Si! Si! Tots dos germans, que son uns boníssims bailets i molt entesos en aquestes coses. Ara, els pobres, tot lo que han fet per a mi ho han fe tben bé no més que per mi i amb grans penes i treballs doncs han de donar a courer pessas a altres forns i amb axó s'ecsposen extraordinàriament. En cambi constituint-nos com ens constituirem en petits fabricants per ben pocs cuartets d'arrendament podrem llogar un localet am forn a propòsit a la mateixa Bisbal... i així comensarem.” | » |
| — Rafael Masó, Masó explica Masó | |   |

.Amb Masó també va restaurar l'església romànica de Sant Salvador de Bianya. En el catàleg de El primer artista que vaig conèixer es destaca la construcció d'un nou altar massís de pedra tallada i un retaule que ocupa tota la seva amplada. Masó es va encarregar del disseny però va ser Joan Coromina qui el va executar. Estava emmarcat amb aram repussat i coronat per una creu celta amb l'escena de la Transfiguració de Jesús a la part central, amb quatre querubins, Moisès i Elies. Al cos inferior del retaule, a banda i banda del sagrari situat al centre de l'altar, Coromina hi va fer dos relleus de ceràmica amb sant Pere, sant Joan i sant Jaume. També el corona amb les figures d'un bisbe i de san Miquel Arcàngel, que inicialment havien de representar a sant Isidre, en homenatge a Isidre Pujador, el mecenes de la restauració, i sant Guillem. El retaule, però, no es conserva, ja que va ser destruit durant la Guerra Civil. Les imatges que se n'han conservat gràcies a les imatges de Josep Maria Folch i Torres al Butlletí del Centre Excursionista de Catalunya el 1913.
Tant per a Masó com per a Folch i Torres, l'arcaisme neoromànic de la intervenció era un exemple en el qual l'art personificava els valors de la tradició de la nació moderna: la humilitat, treball artesanal, els mites històrics, artístics i religiosos i la Catalunya rural.
Coromina també va treballar com a pintor en la Casa Salieti sobre Canigó (poema), i en el Projecte de rellotge de sol per al Mas Oller (Can Grau) de Sant Martí Sapresa.
La investigadora Annie Undland (citar, publicat a Cervantes Virtual Enllaç) va estudiar la correspondència entre Coromina, Masó i Xavier Rocas aprofundint en la tasca de la família Coromina en la ceràmica de la Bisbal. També descriu com Joan Coromina utilitzava el pseudònim Sr. Surós per no ser confós amb el pintor i fotògraf gironí Joan Corominas. Per exemple, quan Rafael Masó el convencé per participar en l'Exposició d'Artistes Gironins a Barcelona, ell va acceptar-ho amb la condició d'exposar-hi només obres recents i de presentar-s'hi sota aquest nom, abandonant els seus primers ideals com a artista i evolucionant cap a una ceràmica més tècnica.
A partir de 1916 les produccions de La Gabarra evolucionen cap a unes peces més industrials i seriades, i es redueix la participació de Masó, el qual se'n desvincula definitivament el 1918. Coromina s'associa llavors amb el fabricant de mosaic hidràulic barceloní Butsems.
Joan Coromina mor de tifus a Palafrugell el 1919.